# Max Morris (litteraturhistoriker)
Max Morris,  född den 18 oktober 1859 i Berlin, död där den 26 oktober 1918, var en tysk litteraturforskare.
Morris, till yrket läkare, ägnade sig efter avlagd medicine doktorsexamen åt litteraturhistoriska arbeten, framför allt på Goethefilologins område, och verkade med stor framgång som vetenskaplig textutgivare. Nämnas bör Goethe-Studien (1897; 2:a upplagan 1902), Kleists Reise nach Würzburg (1899) och den starkt omstridda Goethes und Herders Anteil an den Frankfurter gelehrten Anzeigen (1909) samt upplagor av Brentanos och Arnims verk, ett stort antal av Goethes verk och en upplaga av Hirzels Der junge Goethe (1909–1911). År 1915 utgav han en tredje, förändrad upplaga av sitt arbete om Goethe och Herder.